# Tommy Overstreet
Pour les articles homonymes, voir Overstreet.
Tommy Overstreet, né le 10 septembre 1937 à Oklahoma City et mort le 2 novembre 2015 à Hillsboro dans l'Oregon, est un chanteur de country américain. Au cours de sa carrière musicale, il est l'auteur de cinq titres ayant été classés dans le top five du Billboard américain dans les années 1970.